# Bothus maculiferus
Bothus maculiferus är en fiskart som först beskrevs av Felipe Poey, 1860.  Bothus maculiferus ingår i släktet Bothus och familjen tungevarsfiskar. Inga underarter finns listade.